# Władysławów (Groot-Polen)
Władysławów is een dorp in het Poolse woiwodschap Groot-Polen, in het district Turecki. De plaats maakt deel uit van de gemeente Władysławów en telt 1625 inwoners.